# Geotoken
Een geotoken is een gelamineerde papieren munt dat gebruikt wordt tijdens geocaching. Diverse geocachers maken diverse munten met hierop onder andere hun naam, het aantal caches dat zij gevonden hebben en voorzien het vaak van een serienummer. Inmiddels is het verzamelen van geotokens een hobby geworden, waardoor er ook flink geruild wordt.
De geotoken is een variant op de geocoin, echter is er geen centrale registratie voor geotokens en hierdoor is het niet mogelijk om geotokens via een centrale website te volgen.
De geotokens zijn populair in het noordoosten van Utah en in het zuidwesten van Wyoming en langzaam verspreid het gebruik van geotokens naar andere delen van de Verenigde Staten.